# Cyclaspis juxta
Cyclaspis juxta is een zeekommasoort uit de familie van de Bodotriidae. De wetenschappelijke naam van de soort is voor het eerst geldig gepubliceerd in 1948 door Hale.